# Biografielijst Od

## Oda
- Eiichiro Oda (1975), Japans striptekenaar
- Oda Chikazane (平親真) (ca. 12de eeuw), achterkleinzoon van Taira no Kiyomori
- Oda Nobunaga (織田 信長) (1534–1582), Japans krijgsheer, leider van de Oda clan
- Oda Nobuhiro (織田信広) (1574), halfbroer van Oda Nobunaga, leider van de Oda clan
- Shigeru Oda (1924), Japans oceaanrechtgeleerde en rechter
- Anita O'Day (1919-2006), Amerikaans zangeres

## Odc
- Nereo Odchimar (1940), Filipijns rooms-katholieke geestelijke

## Ode
- Erik Ode (1910-1983), Duits acteur
- Tom Odell (1990), Brits singer-songwriter
- Jennifer O'Dell (1974), Amerikaans actrice
- Steven Odendaal (1993), Zuid-Afrikaans motorcoureur
- Marco Odermatt (1997), Zwitsers alpineskiër
- Benedetto Odescalschi (1611-1689), Italiaans paus

## Odi
- Meryeta O'Dine (1997), Canadees snowboardster
- Raila Odinga (1945), Keniaans werktuigbouwkundige, ondernemer en politicus (onder andere premier)

## Odo
- Denis Odoi (1988), Belgisch voetballer
- Leslie Odom jr. (1981), Amerikaans acteur, danser en zanger
- Odomar van Sankt Gallen (690-759), Zwitsers heilige
- David O'Donnell (1974), Amerikaans acteur, filmproducent en scenarioschrijver
- Keir O'Donnell (1978), Australisch/Amerikaans acteur
- Phil O'Donnell (1972-2007), Brits voetballer

## Odu
- Danguillaume Oduber (1978), Arubaans politicus
- Nelson Oduber (1947), Arubaans politicus
- Otmar Oduber (1972), Arubaans politicus
- Eugene Odum (1913-2002), Amerikaans ecoloog
- Ejowvokoghene Oduduru (1996), Nigeriaans atleet